# 蕭蒲離不
萧蒲离不（?—?），辽朝末年学者、隐士。契丹族。字桵懒，魏国王萧惠四世孙。
他的父母早丧，他与祖父萧兀古匿相依为命。十三岁时，祖父卒，为报鞠育恩，潜心自学，通晓文艺，于文墨、技艺无不精通。他处世淡泊，相信佛教，四处神游，终身不仕。天祚帝乾统年间，朝廷屡受征召，他都以疾病推辞。晚年，谢绝世事，隐居在抹古山，专心佛书，素食为生，终日谈道，不为喜、怒、哀、乐、爱、恶所扰。